# Hutton (Cumbria)
Pour les articles homonymes, voir Hutton.
Hutton est une paroisse civile de Cumbria, située dans le nord-ouest de l'Angleterre.